# Renato Paracchi
Renato Paracchi, né le 1er mars 1929 à Milan et mort le 2 février 2015 dans la même ville, est un acteur italien actif de 1970 à 1982.

## Filmographie

### Cinéma
- 1970 : Le Monstre du château (Il castello dalle porte di fuoco) de José Luis Merino
- 1970 : Des dollars pour McGregor (Ancora dollari per i MacGregor) de José Luis Merino
- 1971 : Durante l'estate d'Ermanno Olmi
- 1972 : Arcana de Giulio Questi
- 1974 : Les Derniers Jours de Mussolini (Mussolini ultimo atto) de Carlo Lizzani
- 1975 : Un flic voit rouge (Mark il poliziotto) de Stelvio Massi
- 1977 : Des filles pour le bourreau (L'ultima orgia del III Reich) de Cesare Canevari

### Télévision
- 1971 : Il consigliere imperiale
- 1973 : ESP (minisérie)
- 1975 : Un uomo curioso
- 1976 : Camilla (série télévisée)
- 1976 : Paganini
- 1978 : Il balordo (minisérie)
- 1979 : Paura sul mondo
- 1980 : Nella città perduta di Sarzana
- 1982 : La biondina (film)|La biondina
- 1982 : Il diavolo al Pontelungo